# Корисні копалини Уганди
Корисні копалини Уганди
Уганда має унікально великі загальні запаси оксиду берилію і займає за цим показником 3-є місце у світі після США та Китаю (1998). За підтвердженими запасами берилію Уганда займає 4-е місце у світі (після США, Бразилії та Китаю, 1999). Крім того, є поклади вольфраму, кобальту, міді, бісмуту, золота, нікелю, олова, апатитів (табл.).
Таблиця 1. – Основні корисні копалини Уганди станом на 1998-1999 рр.
| Корисні копалини       | Запаси       | Запаси   | Вміст корисного компоненту в рудах, % | Частка у світі, % |
| Корисні копалини       | Підтверджені | Загальні | Вміст корисного компоненту в рудах, % | Частка у світі, % |
| Оксид берилію, тис. т. | 40           | 40       | 0,22 (ВеО)                            | 17,6              |
| Вольфрам, тис. т       | 2            | 8        | 0,2 (WO3)                             | 0,1               |
| Кобальт, тис. т        | 8            | 12       | 1,8 (Со)                              | 0,1               |
| Мідь, тис. т           | 70           | 100      | 1,73 (Cu)                             |                   |
| Олово, тис. т          | 6            | 7        | 0,4                                   |                   |
| Апатити, млн т         | 3            | 245      | 10 (Р2О5)                             | 0,06              |

Запаси мідної руди оцінюються в 4 млн т, значно менші запаси нікелю, золота, олова, вольфраму, бісмуту і фосфоритів.
В кінці XX ст. іноземні компанії вели золотопошукові роботи на півн.-сході і півд.-сході Уганди і розвідку нафти на дні озер Альберт і Едуард. ГРР веде компанія Heritage Oil and Gas Ltd. Розвідка ведеться в долині Селмікі (Semliki). Інтерес до цих робіт мають компанії China National Oil and Gas Exploration, Development Corp., Petroleum of Australia та Global Interests Ltd. (США).
За попередніми оцінками аналітиків в південній Уганді можуть залягати мінерали подібні до тих, що є в регіоні Катанга (Katanga) Демократичної Республіки Конго.